# Soledad López
Soledad López Jiménez (født 4. april 1992 i Málaga, Spanien) er en kvindelig spansk håndboldspiller som spiller for CBF Málaga Costa del Sol og Spaniens kvindehåndboldlandshold.